# Kanton Saint-Jean-de-Luz
Der Kanton Saint-Jean-de-Luz ist seit 1790 ein französischer Wahlkreis im Arrondissement Bayonne im Département Pyrénées-Atlantiques in der Region Nouvelle-Aquitaine. Sein Gebiet liegt vollständig im Arrondissement Bayonne, sein Hauptort ist Saint-Jean-de-Luz.

## Geschichte
Bei der französischen Kantonsreform im Jahr 2015 wurde die Gemeinde Ascain an den Kanton Ustaritz-Vallées de Nive et Nivelle abgegeben. Im Gegenzug wurde die Gemeinde Ciboure aus dem ehemaligen Kanton Hendaye aufgenommen.

## Gemeinden
Der Kanton besteht aus vier Gemeinden mit insgesamt 29.636 Einwohnern (Stand: 1. Januar 2022) auf einer Gesamtfläche von 40,04 km²:
| Gemeinde                 | Einwohner 1. Januar 2022 | Fläche km² | Dichte Einw./km² | Code INSEE | Postleitzahl |
| ------------------------ | ------------------------ | ---------- | ---------------- | ---------- | ------------ |
| Bidart                   | 7.674                    | 12,15      | 632              | 64125      | 64210        |
| Ciboure                  | 5.957                    | 7,44       | 801              | 64189      | 64500        |
| Guéthary                 | 1.315                    | 1,40       | 939              | 64249      | 64210        |
| Saint-Jean-de-Luz        | 14.690                   | 19,05      | 771              | 64483      | 64500        |
| Kanton Saint-Jean-de-Luz | 29.636                   | 40,04      | 740              | 6424       | –            |

## Bevölkerungsentwicklung
| Jahr      | 1962   | 1968   | 1975   | 1982   | 1990   | 1999   | 2006   | 2011   | 2022   |
| --------- | ------ | ------ | ------ | ------ | ------ | ------ | ------ | ------ | ------ |
| Einwohner | 15.148 | 15.994 | 17.443 | 19.014 | 20.912 | 22.298 | 24.113 | 24.661 | 29.636 |

## Politik
Im ersten Wahlgang am 22. März 2015 erreichte keines der Kandidatenpaare die absolute Mehrheit. Als Resultat der Stichwahl am 29. März 2015 wurden folgende Vertreter in den Départementrat gewählt:
- Isabelle Dubarbier-Gorostidi (LR) und
- Philippe Juzan (LR)

mit einem Stimmenanteil von 54,60 % (Wahlbeteiligung bei der Stichwahl: 49,31 %).